# 여상원
여상원(呂相源, 1958년 ~ )은 대한민국의 법조인이다. 서울중앙지방법원 부장판사, 대법원 재판연구관 등을 역임하고, 법무법인 대륜에서 변호사로 활동 중이다.

## 학력
- 1977년 경북고등학교
- 1981년 서울대학교 법학과
- 1983년 서울대학교 대학원 법학 석사

## 경력
- 1981년 : 제25회 행정고시
- 1983년 : 제25회 사법시험, 행정사무관시보 및 내무부 경북지방행정사무관
- 1988년 : 사법연수원 17기 수료, 서울지법 의정부지원 판사
- 1990년 : 서울지법 남부지원 판사
- 1992년 : 창원지법 충무지원 판사
- 1995년 : 서울지방법원 판사
- 1998년 : 서울지법 동부지원 판사
- 2000년 : 서울고등법원 판사
- 2001년 : 대법원 재판연구관
- 2003년 : 청주지법 영동지원장
- 2005년 : 수원지방법원 부장판사
- 2007년 : 서울중앙지방법원 부장판사
- 2010년 : 서울동부지방법원 부장판사
- 2011년 : 법무법인 로고스 변호사
- 2025년 1월 ~ : 국민의힘 중앙윤리위원장
- 2025년 ~ : 법무법인 대륜 대표총괄변호사